# Necmettin Karaduman
 (signalé en mai 2025).
Si vous disposez d'ouvrages ou d'articles de référence ou si vous connaissez des sites web de qualité traitant du thème abordé ici, merci de compléter l'article en donnant les références utiles à sa vérifiabilité et en les liant à la section « Notes et références ».
- Archive Wikiwix
- Bing
- Cairn
- DuckDuckGo
- E. Universalis
- Gallica
- Google
- G. Books
- G. News
- G. Scholar
- Persée
- Qwant
- (zh) Baidu
- (ru) Yandex
- (wd) trouver des œuvres sur Wikidata

 (août 2022).
Necmettin Karaduman né en 1927 à Trabzon et mort le 22 juin 2017 à Istanbul, est un homme politique turc.
Il est diplômé de la faculté des sciences politiques de l'Université d'Ankara. 
Sous-préfet de Kahramanmaraş, il deviendra ensuite le préfet de cette même ville (1966-1970), de Erzurum (1970-1975) et de İçel (1975-1976). En 1977, il fait valoir ses droits à la retraite et travaille dans le secteur privé. Il est député de Trabzon (1983-1991) sur la liste d'ANAP et président de la Grande Assemblée nationale de Turquie (1983-1987).